# Edificio de la gobernación del estado Aragua
El edificio de la gobernación del estado Aragua es un edificio usado como sede gubernamental del estado Aragua, ubicado en la ciudad de Maracay, Venezuela. Se encuentra al norte del casco histórico o central de la ciudad, muy cercano del palacio municipal de Girardot y al palacio de Justicia de Maracay.
Ubicado en la antigua sede de Corpoindustria, fue diseñado por el arquitecto José Puig Abuli y culminado en 1976. Este edificio es una de las construcciones emblemáticas de la arquitectura contemporánea de Maracay.

## Estructura
Consta de seis pisos, mezzanina, sótano y una planta baja de doble altura, a manera de altrío. Dos placas hexagonales constituyen sus fachadas este y oeste. Dichas placas están hechas en obra limpia y sus superficies presentan incisiones que, en conjunto, forman numerosos triángulos, los cuales al unirse multiplican la figura hexagonal. En los diferentes pisos presentan voladizos que equilibran la fachada y que brindan a la edificación un fuerte dinamismo. Las áreas de escaleras se encuentran discretamente iluminadas por vitrales integrados de manera casi imperceptible en las paredes. Cuenta con un auditorio anexo, donde funcionaba la sala de la Cinemateca Nacional de Maracay.